# Bremen
Bremen (em alemão, Stadtgemeinde Bremen, pronúncia: AFI: [ˈbʁeːmən], ouvirⓘ; na forma aportuguesada, raramente usada, Brema) é uma cidade do noroeste da Alemanha, capital do Estado de Bremen (oficialmente Estado da Cidade Hanseática Livre de Bremen, nome que faz referência à sua participação na Liga Hanseática, associação de cidades-estados criada no Medievo), o menor dos estados federais alemães, do qual fazem parte apenas a sua capital homônima e a cidade portuária de Bremerhaven, um exclave situado na foz do Weser, no Mar do Norte, a 60 km da capital.
A cidade de Bremen se formou às margens do rio Weser. É uma das mais importantes da Alemanha e da Europa Central, sendo um grande polo turístico, cultural, comercial e industrial do norte do país. Bremen tem fama de cidade da classe trabalhadora e abriga um grande número de empresas multinacionais e centros de produção. Também é dotada de dezenas de galerias e grandes museus de arte, como o Übersee-Museum Bremen e, dentre os pontos turísticos mais representativos destaca-se a Rathaus (prefeitura), construída entre 1405 e 1410 e considerada como um dos principais exemplares da arquitetura gótica de tijolos (Steingotik). Também são pontos de destaque a estátua de Rolando, erigida no século XIV, um símbolo de justiça e liberdade da cidade independente; as construções medievais da Altstadt (cidade antiga); a estátua alusiva aos músicos de Bremen (Stadtmusikanten) e as ruelas estreitas do Schnoor, o histórico bairro cujas edificações, datadas do século XVI ao século XIX, escaparam da destruição, durante a Segunda Guerra Mundial.
É uma cidade independente (Kreisfreie Städte) ou distrito urbano (Stadtkreis) e integra a Região Metropolitana de Bremen/Oldenburg (em alemão, Metropolregion Bremen/Oldenburg), uma das 11 regiões metropolitanas da Alemanha. Com cerca de 2,5 milhões de habitantes, a RM de Bremen/Oldenburg inclui, além da área da Cidade Hanseática Livre de Bremen (Bremen e Bremerhaven), algumas cidades do estado da Baixa Saxônia.
Em 2017, Bremen tinha uma população estimada de 568 mil habitantes, o que a tornava a 11ª cidade mais populosa do país.